# Noflen
Noflen is een gemeente en plaats in het Zwitserse kanton Bern, en maakt deel uit van het district Bern-Mittelland.
Noflen telt 290 inwoners.